# Richard Tötterman

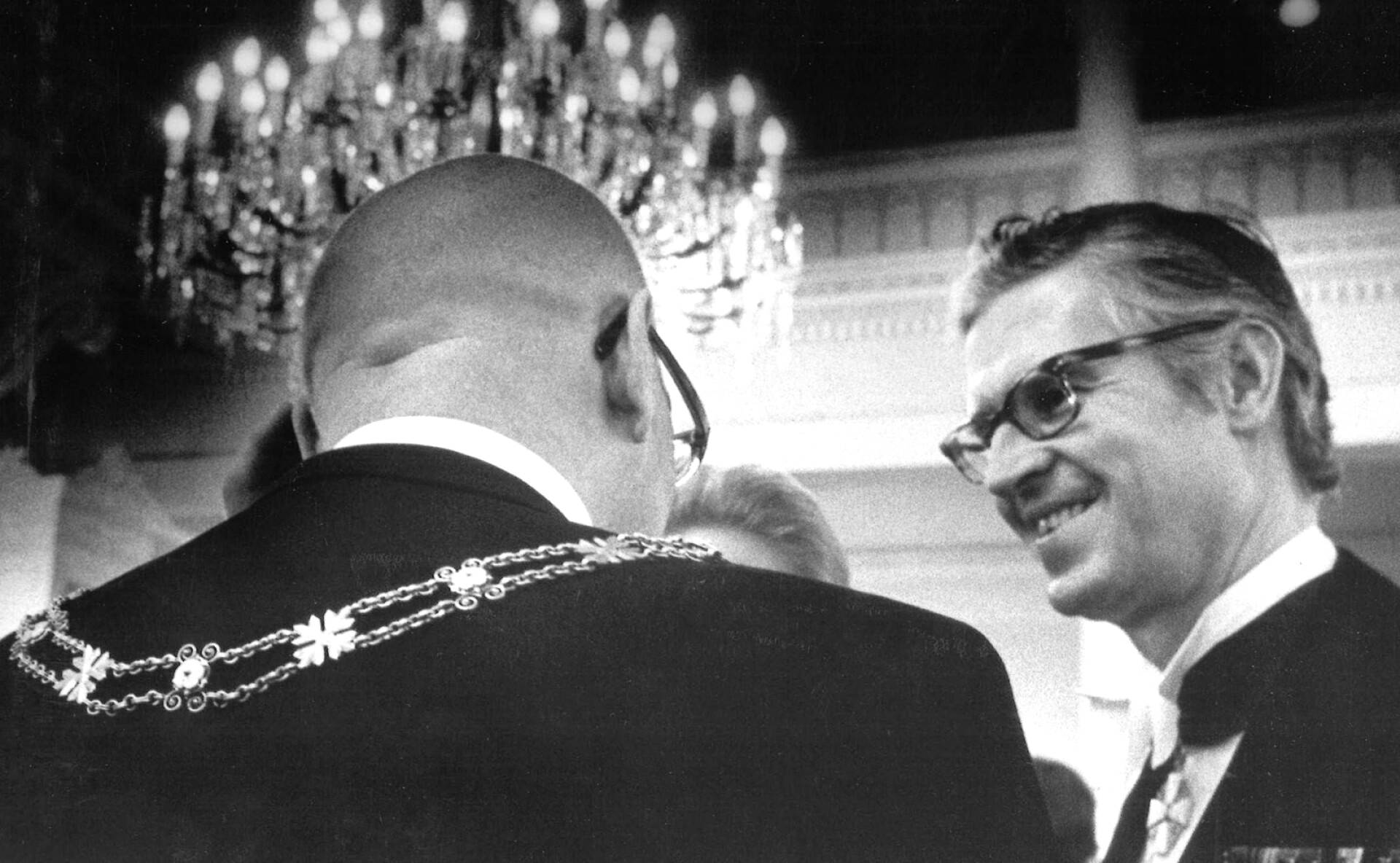
Richard Tötterman talar med president Urho Kekkonen år 1971.

Richard Evert Björnson Tötterman, född 10 oktober 1926 i Helsingfors, död där 11 december 2020, var en finländsk diplomat.
Tötterman blev juris licentiat 1949 och filosofie doktor i Oxford 1951. År 1952 anställdes han vid utrikesministeriet och sändes som attaché och legationssekreterare till många av Finlands viktigaste ambassader i Europa: Stockholm 1954–1955, Moskva 1956–1958 och som ambassadråd och andre man i Paris 1963–1966. Sistnämnda år blev han biträdande avdelningschef vid utrikesministeriet, och snart följde två av de högsta tjänstemannaposterna inom statsförvaltningen. Tötterman var 1966–1970 chef för republikens presidents kansli och 1970–1975 statssekreterare vid utrikesministeriet.
Han spelade en central roll vid förberedelserna inför ESK i Helsingfors 1975 och för jubileumskongressen tio år senare, då han framgångsrikt förde förhandlingar med alla deltagande stater om ett möte på utrikesministernivå. Han var 1975–1983 ambassadör i London och 1983–1990 i Bern.
Tötterman var på sin tid en av de mest respekterade beskickningscheferna i London med de bästa kontakter till regeringen, Foreign Office, parlamentet och affärskretsar, ett resultat av studierna i Oxford.

## Utmärkelser
- Riddare av första klass av Sankt Olavs orden,  1954[2]
- Riddare av Vasaorden,  1956[2]
- Hedersofficer av Brittiska imperieorden,  1961[2]
- Riddartecknet av I klass av Finlands Lejons orden,  1963[2]
- Kommendör av Nationalförtjänstorden,  1966[2]
- Kommendör av 1. klass av Nordstjärneorden,  1967[2]
- Kommendör med kraschan av Sankt Olavs orden,  1967[2]
- Kommendörstecknet av Finlands Vita Ros’ orden,  1968[2]
- Storofficer av Kronorden,  1969[2]
- Knight Commander av Victoriaorden,  1969[2]
- Första graden av Lejon- och solorden,  1970[2]
- Ordinul Steaua Republicii Socialiste România clasa a II-a,  1971[2]
- Storkors av Sankta Agatas orden,  1971[2]
- Folkrepubliken Ungerns flaggorden,  1971[2]
- Storkorset av isländska falkorden,  1972[2]
- Hederstecken i silver och band av Österrikiska republikens förtjänstorden,  1972[2]
- Storkors av Dannebrogorden,  1973[2]
- Storofficer av Senegals Lejonorden,  1973[2]
- Storkorset av Oranien-Nassauorden,  1974[2]
- Kommendör med stora korset av Nordstjärneorden,  1974[2]
- Folkvänskapens stjärna i i silver,  1974[2]
- Kommendörstecknet av I klass av Finlands Vita Ros’ orden,  1974[2]
- Andra graden av Folkrepubliken Polens förtjänstorden,  1974[2]
- Victoriakedjan,  1976[2]
- Minnesmedalj för deltagande i 1941-1945 års krig[2]

[Redigera Wikidata]

### Uppslagsverk
- Richard Tötterman i Uppslagsverket Finland (webbupplaga, 2012). CC-BY-SA 4.0